# فوسن ترافیکلگ
فوسن ترافیکلگ (انگلیسی: Fosen Trafikklag) شرکت ترابری نروژی است، که در سال ۱۹۵۷ تأسیس شد.